# Juan Pérez de Cabrera
Juan Pérez de Cabrera (Cuenca, Corona de Castilla, s. xv - Comayagua, Honduras, 1555) fue un hidalgo y conquistador español. Fue gobernador de la provincia de Honduras en el siglo xvi.

## Biografía

### Orígenes y primeros años
Era originario de la ciudad castellana de Cuenca, siendo hijo de Jerónimo de Cabrera, sobrino del primer marqués de Moya Andrés de Cabrera, y de Ana de Lezcano.
Pérez de Cabrera y su familia se avecindaron en Cuenca, hasta que él se trasladó a América como gobernador en 1540, quedando su mujer Luisa de Lugo y su hija al cuidado de las monjas del monasterio de San Clemente en la ciudad de Sevilla.

### Gobernador interino de Honduras
En 1542, cuando se encontraba en Santo Domingo, la Real Audiencia de Santo Domingo lo designó como gobernador interino de Honduras, con jurisdicción solamente en la costa norte. Mientras la Corona nombraba un gobernador titular Pérez de Cabrera tomó posesión en la ciudad de Trujillo a principios de 1543, pero su designación provocó una grave desavenencia, ya que la Real Audiencia de México había nombrado a don Alonso de Maldonado; además, los pobladores de Honduras decidieron llamar a la gobernación al adelantado de Yucatán Francisco de Montejo.
Debido a graves acusaciones formuladas contra Pérez de Cabrera, la Audiencia de Santo Domingo lo destituyó e informó de lo ocurrido al rey. En carta de 7 de setiembre de 1543, la Corona aprobó que la Audiencia lo hubiera enviado como gobernador de Honduras y lo destituyera al saber que no guardaba la instrucción que le dieron y que había hecho ciertos cohechos. La Corona dispuso finalmente crear la Audiencia de los Confines y suprimir las gobernaciones. El 23 de octubre de 1543, enterado de que Pérez de Cabrera y la gente que había llevado a Honduras habían causado graves daños a los indígenas, ordenó a la Audiencia de los Confines efectuar una investigación. En 1544 Pérez de Cabrera fue sometido a juicio de residencia por el tesorero de Higueras y Honduras Alonso de Valdés, juez nombrado para este efecto.

### Nombramiento como gobernador de Nuevo Cartago y Costa Rica
Debido a la muerte en 1544 del gobernador de Nueva Cartago y Costa Rica Diego Gutiérrez a manos de los indígenas, su hijo y heredero Pedro Gutiérrez de Ayala traspasó sus derechos a Juan Pérez de Cabrera, quien fue nombrado como gobernador de Nueva Cartago y Costa Rica por el emperador Carlos V el 22 de febrero de 1549. En la misma fecha, sin duda para apoyar su acción conquistadora en Nuevo Cartago y Costa Rica, se le designó también como corregidor de «la ciudad de Truxillo de la provincia de cabo de Honduras Higueras e de la villa de Salamanca», cargo que equivalía al de gobernador de Honduras. En los meses siguientes se le concedieron varios privilegios y exenciones para facilitar su expedición. Sin embargo, debido a que Pérez de Cabrera anunció su propósito de conquistar Nuevo Cartago y Costa Rica «a fuego y a sangre», el 31 de diciembre de 1549 una real cédula dispuso que no entrara a conquistar y poblar esa provincia hasta que la Real Audiencia de los Confines le diera instrucciones de cómo proceder para evitar, conforme a las Leyes Nuevas, que los indígenas sufrieran agravio, daño y molestias, y quedando prohibido que se les tomaran por la fuerza sus bienes.
Pérez de Cabrera se trasladó a Trujillo y, conforme se le había mandado, pidió instrucciones a la Real Audiencia de los Confines para la conquista de Nuevo Cartago y Costa Rica, pero como la Audiencia no se las dio, pidió a la Corona que se las girara directamente. Sin embargo, como en 1550 la Corona había decidido suspender temporalmente las conquistas en las Indias como resultado de la Junta de Valladolid, la Corona decidió el 18 de junio de 1552 nombrarlo como gobernador de Honduras, entretanto se disponía sobre la conquista de Nuevo Cartago y Costa Rica.

### Gobernador de Honduras
Tomó posesión del gobierno de Honduras en 1552 y lo ejerció hasta su fallecimiento en 1555. Según manifestó el cronista Bernal Díaz del Castillo en su Historia verdadera de la conquista de la Nueva España, «ni hizo mal ni bien».

### Fallecimiento
Juan Pérez de Cabrera falleció en Honduras en 1555.

## Matrimonio y descendencia
Casó antes de 1530 con Luisa de Lugo, hija del primer adelantado mayor de las islas Canarias Alonso Fernández de Lugo y de su tercera esposa la francesa Juana de Masieres, dama de la reina consorte Germana de Foix. Tuvieron una única hija:
1. Jacoba de Cabrera y Lugo. Se trasladó a Lima junto al virrey del Perú Andrés Hurtado de Mendoza, II marqués de Cañete y primo segundo de su padre, donde se casó con el mariscal Melchor Vázquez de Arce, gobernador de Cuenca en el reino de Quito. Con sucesión:[1]
  1. Diego Vázquez de Arce, caballero de la orden de Santiago. Casado con su pariente Ana de Cepeda, hija del licenciado Juan López de Cepeda y de Isabel de Rivera y Lugo, hija natural a su vez de Alonso Luis Fernández de Lugo, III adelantado mayor de Canarias. Con sucesión.[1]